# Europejska Agencja Środowiska
Europejska Agencja Środowiska (ang. European Environment Agency, EEA) – agencja Unii Europejskiej zajmująca się monitorowaniem stanu środowiska naturalnego.
Jest kierowana przez zarząd złożony z przedstawicieli rządów krajów członkowskich, przedstawicieli Komisji Europejskiej, oraz dwóch naukowców wyznaczonych przez Parlament Europejski wspomaganych przez komitet naukowy. Prezes Zarządu i czterech wiceprezesów piastuje stanowisko przez okres 3 lat.
Została ustanowiona na mocy rozporządzenia Rady (EWG) nr 1210/1990, z poprawką (rozporządzenie Rady (WE) nr 933/1999) i weszła w życie w 1994. Siedziba mieści się w Kopenhadze (Dania) przy Kongens Nytorv 6.

## Członkowie
Kraje członkowskie UE stają się automatycznie członkami Agencji, jednak regulacja przewiduje, że członkami mogą zostać inne kraje, na mocy umowy zawartej między nimi i Wspólnotą Europejską.
W 2004 r. Agencja miała 31 członków. Było to pierwsze ciało UE, które otworzyło się na 13 krajów członkowskich przed rozszerzeniem z roku 2004. Po Brexicie liczy 32 członków, a sześć państw bałkańskich współpracuje z EEA. Wielka Brytania była członkiem agencji do 2020.
W 2021 członkami były:
- 27 krajów członkowskich UE
- Pozostałe kraje Europejskiego Obszaru Gospodarczego (Islandia, Norwegia, Liechtenstein) oraz Szwajcaria i Turcja.
- Państwa współpracujące: Albania, Bośnia i Hercegowina, Macedonia, Serbia, Czarnogóra, Kosowo.

Kraje Bałkanów Zachodnich, jako tzw. kraje współpracujące z Agencją, prowadzą działania koordynacyjne stanowiące integralną część Sieci Eionet i wspierają Komisję Europejską w jej wysiłkach na rzecz procesu stabilizacji i stowarzyszenia ww. krajów z UE.

## Cel Agencji
Jednym z najważniejszych celów jest wspieranie znaczącej i widocznej poprawy stanu środowiska naturalnego w Europie poprzez regularne dostarczanie tematycznych, rzeczowych i wiarygodnych informacji organom decyzyjnym i społeczeństwu.
Dnia 30 listopada 2010 r. instytucja ta opublikowała IV Raport Środowisko – stan i prognozy – SOER2010 – będący kompleksową oceną sposobu i przyczyn zmieniania się środowiska naturalnego Europy oraz podejmowanych w związku z tym działań. W jego podsumowaniu Agencja stwierdziła, że w pełni zintegrowane podejście do przekształcania Europy w ekologiczną gospodarkę efektywnie wykorzystującą zasoby może nie tylko przyczynić się do zdrowego środowiska, ale także zwiększyć dobrobyt i spójność społeczną.

## Główni partnerzy
- Komisja Europejska – Środowisko
- Europejski Urząd Statystyczny (Eurostat)
- Wspólne Centrum Badawcze
- Światowa Organizacja Zdrowia
- Komisja Ekonomiczna Organizacji Narodów Zjednoczonych
- Organizacja Współpracy Gospodarczej i Rozwoju (OECD)
- Environmental Protection Agency

## Adres
European Environment Agency
Kongens Nytorv 6,
DK-1050 Copenhagen K,
Denmark